# Juana Inés de la Cruz

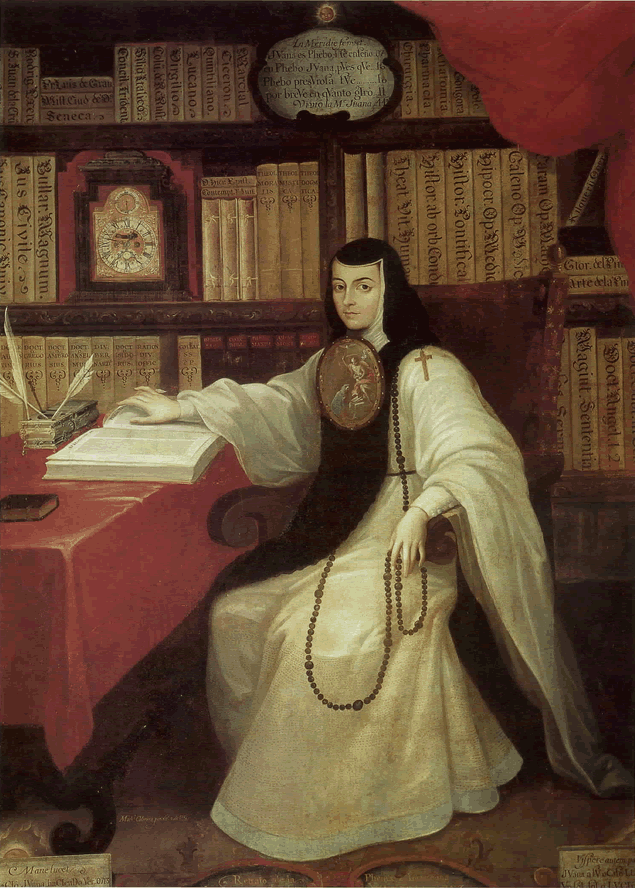
Miguel Cabrea: Sor Juana Inés de la Cruz (Ölgemälde, um 1750)

Sor Juana Inés de la Cruz (gebürtig Juana de Asbaje y Ramírez; * 12. November 1648 in San Miguel Nepantla, heute Mexiko; † 17. April 1695 in Mexiko-Stadt) war eine mexikanische Nonne und Dichterin.

## Leben

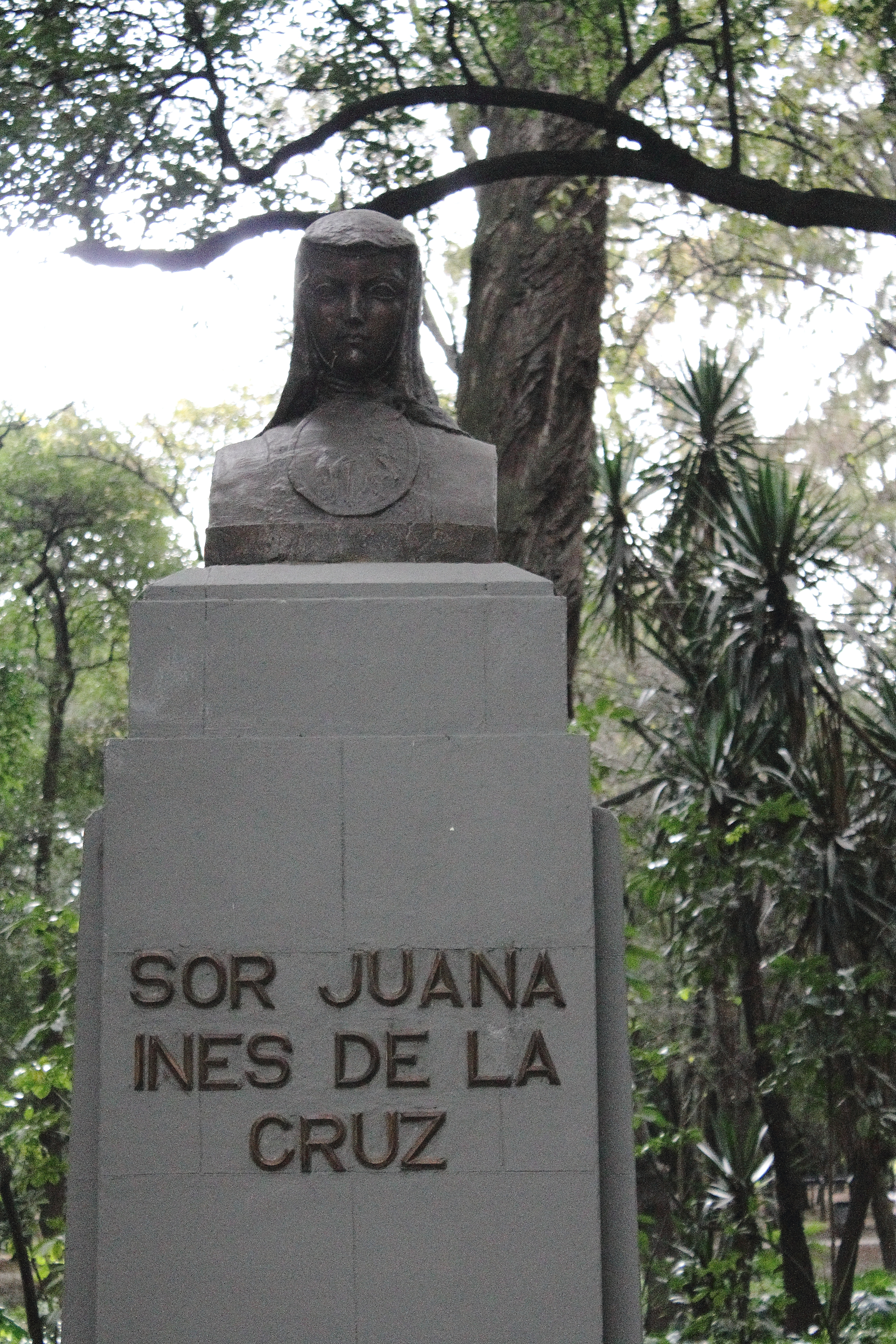
Denkmal für Sor Juana Inés de la Cruz in Chapultepec

Juana war vermutlich ein uneheliches Kind. Schon mit drei Jahren lernte sie lesen und studierte bereits als Jugendliche Werke der Philosophie, Astronomie und Medizin.
Mit 16 wurde das begabte Mädchen von Leonor de Caretto, der Ehefrau des Vizekönigs von Neuspanien, Antonio Sebastián de Toledo, entdeckt, die sie an ihren Hof nach Mexiko-Stadt holte. Dort schrieb Juana unzählige Auftragsarbeiten für den Hof und die Kirche. Ihrer anmutigen Verse wegen zählt sie heute zu den wichtigsten lateinamerikanischen Poeten des 17. Jahrhunderts.
Juana hatte weder Familie noch Geld, noch wollte sie heiraten. Nach einem visionären Traum trat sie in ein Kloster ein und wechselte nach einem Versuch bei den Unbeschuhten Karmelitinnen zu den Hieronymitinnen, die eine weit weniger strenge Lebensform hatten und in deren Kloster sie sich ihren Studien widmen konnte. Einen bleibenden Einfluss übten dabei die philosophischen Schriften des spanischen Jesuiten und Naturforschers Juan Eusebio Nieremberg (1595–1658) aus. Ihre wichtigste Dichtung Der Traum schrieb sie 1685 im Kloster. Das Leben dort war für sie sehr angenehm, hatte sie doch eine geräumige Wohnung, Bibliothek und Laboratorien für Experimente zur Verfügung. Auch nach Toledos Abreise und dem Tod seiner Frau stand sie unter der Protektion der Vizekönige. Besonders Payo Enríquez de Rivera, der gleichzeitig Erzbischof von Mexiko war, förderte sie. So durfte sie nach Belieben Gäste empfangen. Sie schrieb weiterhin „weltliche“ Gedichte von großer Leidenschaft, von denen sie die meisten den Vizekönigen widmete.
Ihre Oberen ermahnten sie immer wieder, sich nur mit religiöser Literatur zu beschäftigen. In Briefen an ihren Beichtvater und an den Bischof von Puebla setzte sie sich für das Recht der Frauen auf Wissen und Bildung ein. 1694 gab sie jedoch dem Druck nach und unterzeichnete ein Sündenbekenntnis und das Gelübde, fortan nur noch für Gott zu leben. Als 1695 die Pest ausbrach, steckte sich Sor Juana Inés de la Cruz während der Krankenpflege an und starb bald darauf an der Seuche.

## Werk
Im Original sind die Obras Completas Sor Juana Inés de la Cruz – noch ohne den erst später von Aureliano Tapía Méndez entdeckten Brief an ihren Beichtvater – bei Porrúa erschienen. Von Nueva Hélades, ediciones digitales, Rosario, Provincia Santa Fe, Argentinien sind sie als CD-ROM inklusive des erwähnten Briefes und anderer neu entdeckter Quellen erhältlich.

## Literaturverzeichnis

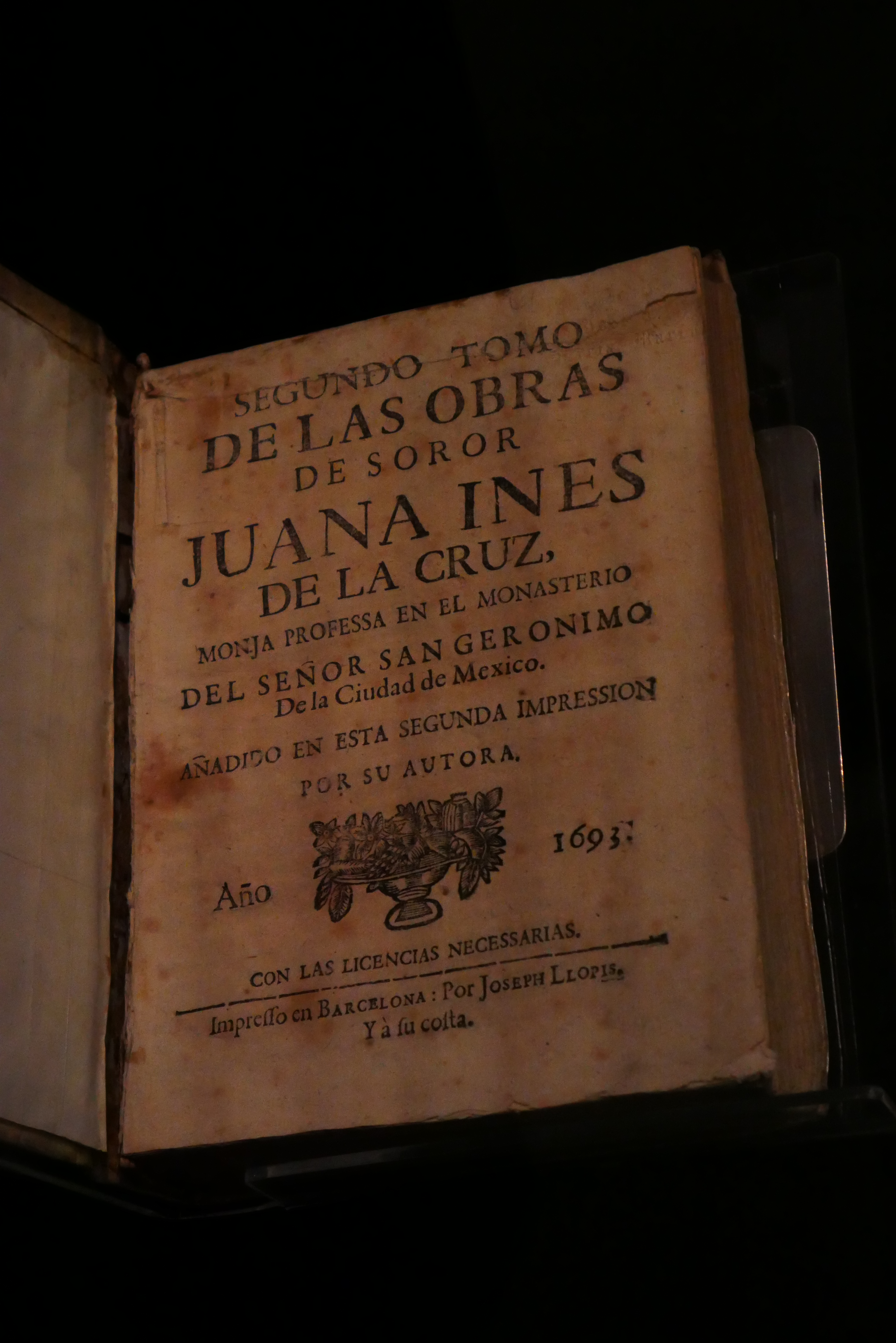
Libro de obras poéticas de Sor Juana Inés de la Cruz (1693) in has Museo Internacional del Barroco